# Ramoscello
Ramoscello è una frazione del comune di Sorbolo Mezzani, in provincia di Parma.
La località dista 5,21 km dal capoluogo.

## Geografia fisica
Ramoscello sorge in posizione pianeggiante, a ovest del canale omonimo.

## Storia
Il territorio di Ramoscello risultava abitato già nell'età del ferro, come dimostrato dal ritrovamento di alcune tracce di un antico insediamento.
La zona era popolata anche in epoca romana, come testimoniato dal rinvenimento nel 1686 di un ampio frammento di un sarcofago nella possessione del Castello, appartenente alle monache benedettine di Sant'Alessandro, e nel corso del XX secolo di vari frammenti ceramici, mattoni, monete e oggetti in vetro e in bronzo in cinque diversi siti.
In seguito il territorio passò sotto il controllo dei Longobardi, come dimostrato da alcuni oggetti, tra cui una lama del VII secolo e le fibbie di una calzatura militare del VI secolo, riportati alla luce nel podere Zanichelli.
Il borgo di Ramoscello fu fondato in epoca altomedievale; nei pressi del canale della Formica fu eretto l'ospedale della Formicola, destinato ai poveri e ai lebbrosi e citato per la prima volta nel 948.
In seguito fu costruita a protezione del territorio una fortificazione, menzionata per la prima volta nel 1029 in un rogito con cui Aldeburga, vedova di Frugerio, e i figli Guido e Gaiardo alienarono al marchese Walderada due corti, una delle quali situata in località Ramuxello, con la relativa cappella dedicata a san Matteo.
A servizio della popolazione fu inoltre eretta in epoca imprecisata una pieve intitolata a san Lorenzo, nominata forse già nel 1005 ed esistente sicuramente nel 1144, quando, unitamente al castello, fu citata in una bolla del papa Lucio II tra i possedimenti dell'abbazia di San Giovanni Evangelista di Parma.
In epoca imprecisata il maniero passò agli Atanasi, che ne risultavano castellani nel 1501, ma successivamente fu abbandonato e scomparve senza lasciare tracce.
Nel 1806, in seguito alla creazione dei primi mairies nel ducato di Parma e Piacenza, Ramoscello divenne frazione di Sorbolo.
Il 1º gennaio 2019 il comune di Sorbolo si fuse con quello di Mezzani, costituendo il nuovo comune di Sorbolo Mezzani.

## Monumenti e luoghi d'interesse

### Chiesa di San Lorenzo

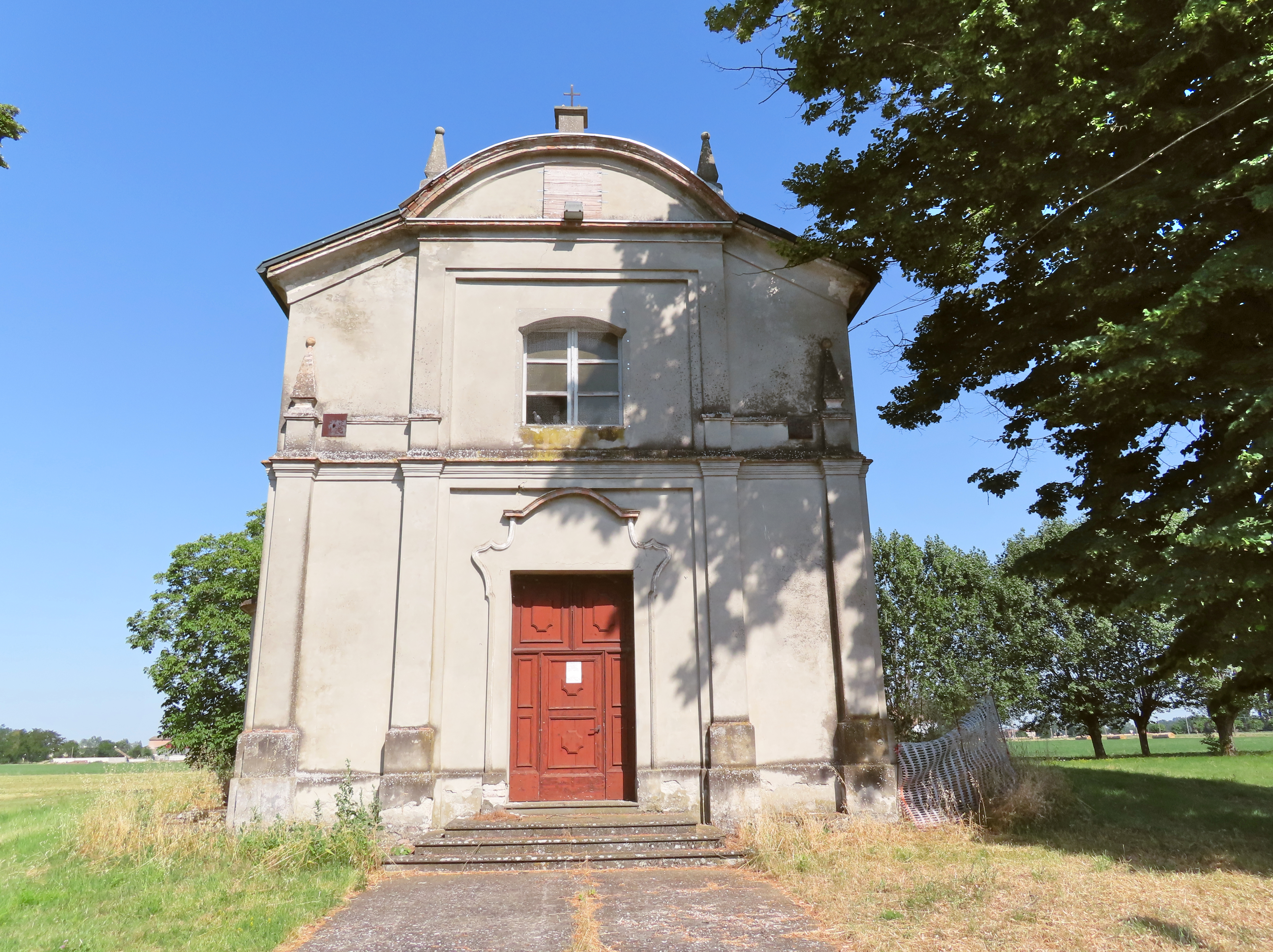
Chiesa di San Lorenzo

Menzionata forse già nel 1005, la pieve fu nominata con certezza nel 1144 tra i possedimenti dell'abbazia di San Giovanni Evangelista; profondamente degradata agli inizi del XVIII secolo, tra il 1742 e il 1745 fu completamente ristrutturata in stile barocco; lesionata da un terremoto nel 1831, fu successivamente restaurata a più riprese nella seconda metà del XIX secolo e nella prima metà del XX; colpita dai bombardamenti alleati nel 1945, fu profondamente danneggiata da un sisma nel 1971 e restaurata nel 1977; lesionata nuovamente da un terremoto nel 2008, fu per anni chiusa al culto e risistemata tra il 2023 e il 2024. L'edificio, sviluppato su una pianta a navata unica affiancata da due cappelle sulla sinistra e una sulla destra, presenta una facciata a capanna scandita da un doppio ordine di lesene doriche, a sostegno del frontone semicircolare centrale di coronamento; all'interno l'aula, coperta da una volta a botte lunettata, accoglie nel presbiterio absidato una pala d'altare del 1752.

### Ospedale della Formicola
Menzionato per la prima volta nel 948, l'ospedale per poveri e lebbrosi, situato nei pressi del canale della Formica, cadde in rovina nel XV secolo; poco alla volta circondato da una fitta boscaglia, fu occupato da bande di delinquenti, finché nel 1447 Melchiorre da Bergamo, in cambio del diritto di patronato per sé e per i propri discendenti sull'area, ripulì la zona e costruì sui ruderi un oratorio dedicato a san Leonardo e una casa per un rettore; nel 1481, in conseguenza della soppressione dell'ospedale, fu costituito un beneficio intitolato a san Michele arcangelo nell'altare maggiore del duomo di Parma.

### Castello
Costruito in epoca imprecisata, nel 1029 il castello, con l'annessa cappella di San Matteo, fu alienato al marchese Walderada da Aldeburga, vedova di Frugerio, e dai figli Guido e Gaiardo; nominato nel 1144 e nel 1145 tra i possedimenti dell'abbazia di San Giovanni Evangelista, fu nuovamente menzionato nel 1501, quando ne fu arrestato il castellano Agostino Atanasi, colpevole di aver stampato monete false; successivamente abbandonato, scomparve senza lasciare tracce. La fortificazione sorgeva probabilmente nel terreno noto come possessione del Castello, appartenente nel XVII secolo alle monache benedettine di Sant'Alessandro.